# La selección
La selección —en inglés: Football Dreams, a world of passion y estilizada como LA SELECC1ÓN— es una serie de televisión colombiana producida por Caracol Televisión en 2013 y 2014. Consta de dos temporadas. Está protagonizada por Édgar Vittorino, Antonio Jiménez, John Alex Castillo, Omar Murillo y Rafael Santos Díaz.
Su primera temporada, se estrenó el 3 de julio de 2013 con un índice de audiencia de 15.8, ocupando el primer lugar de sintonía y finalizó el 25 de octubre de 2013 con un índice de audiencia de 14.7, ocupando el primer lugar de sintonía, logrando así un promedio total de 14.8, lo que le permite entrar en el Top 20 de los programas más vistos de la televisión privada de Colombia. Su segunda temporada se estrenó el 28 de abril de 2014 con la continuidad de su historia.

## Sinopsis
Homenaje a la vida y obra de los futbolistas Faustino Asprilla, Carlos ‘El Pibe’ Valderrama, René Higuita, Freddy Rincón e Iván René Valenciano. Esta producción hace énfasis en su vida, en sus amores, en sus familias, y en toda la pasión que los sigue manteniendo como héroes del deporte que aún despiertan las más intensas emociones en todas las generaciones que todavía vibran con sus glorias pasadas y presentes. Se muestran al público todas las situaciones que tuvieron que pasar los jugadores de la Selección Colombia durante su clasificación y posterior participación en las Copas Mundiales de 1990, 1994 y 1998.

## Reparto

### Personajes principales
| Actor              | Personaje                   | Descripción |
| ------------------ | --------------------------- | --- |
| Omar Murillo       | Faustino "El Tino" Asprilla | El inquieto morocho de Tuluá, desde niño se caracterizó por sus largas piernas que le permitían correr velozmente, con gran agilidad para saltar y esquivar obstáculos. El destino le tiene reservado el camino de la gloria al convertirse en un jugador talentoso y habilidoso conocido con el sobrenombre de "La Gacela". En 1993 es la gran figura del Parma de Italia, que con un gol de tiro libre le quita una racha de 53 fechas invicto al Milán. El 5 de septiembre del mismo año, minutos antes del partido frente a Argentina en la Eliminatoria rumbo al Mundial USA '94, "El Tino" sale a la grama del Estadio Monumental y mientras habla por celular, levanta una mano hacia la tribuna, que lo chifla e insulta a rabiar, y con los dedos, les anuncia que va a marcar dos goles. Por supuesto, cumple la promesa. |
| John Alex Castillo | René Higuita                | Lo apodaron "El Loco" por esas arriesgadas salidas del arco, que además lo llevaron a ser el creador del puesto de "arquero líbero". Siendo adolescente conoce a Magnolia Echeverry, una vecina en el barrio Castilla de Medellín. René la considera la mujer de su vida y ella le corresponde, pero ese amor deberá enfrentarse a cientos de admiradoras, las exigentes concentraciones con su club y con el onceno nacional. En 1993, la selección se alista para jugar la eliminatoria al Mundial USA '94, pero René no puede formar parte de la nómina ya que es detenido y encarcelado por haber mediado en la liberación de una joven secuestrada por Pablo Escobar. El 5 de septiembre de ese año, Higuita ve el partido Colombia-Argentina desde la Cárcel Nacional Modelo.                                                 |
| Edgar Vittorino    | Carlos "El Pibe" Valderrama | "El Pibe" Valderrama, "El perfume del fútbol", como lo llamó Francisco Maturana, prontamente pasó a ser el número 10 de la Selección Colombia. En 1989, después de una sufrida eliminatoria, él y sus compañeros hacen lo imposible: volver a un mundial después de 28 años. El país entero se lanza a las calles a celebrar, "El Mono" de Santa Marta cumple la promesa hecha a su papá y se convierte en la primera gran venta de un colombiano al fútbol de Europa. Cuatro años después, Carlos repite la hazaña y luego de ser gran conductor y protagonista en la histórica goleada 5-0 a Argentina, es elegido por segunda vez en su carrera como Mejor Jugador de América. |
| Antonio Jiménez    | Freddy Rincón               | Fue bautizado por la prensa bogotana como "El Coloso de Buenaventura". En 1986 tiene la oportunidad de jugar en un equipo de la capital y entonces se despide de su novia Caridad y de la carrera de Ingeniería Química que está cursando. Sale de su humilde casa cargando con su único par de guayos y con la promesa que le hace a doña Rufina, su mamá: "Voy a ser jugador de la Selección Colombia y esta casa de madera se la voy a cambiar por la casa de concreto que usted se merece". En la mañana del domingo 5 de septiembre de 1993, desde su habitación en un hotel de Buenos Aires, Freddy Rincón, bastión indiscutible en el medio campo, llama a su mamá y le promete que va a marcarle un gol al onceno argentino, cosa que cumple por partida doble.                                                             |
| Rafael Santos Díaz | Iván René Valenciano        | Es el segundo máximo anotador en la historia del Fútbol Profesional Colombiano con 217 goles. |

### Personajes secundarios
| Actor                     | Personaje          | Descripción |
| ------------------------- | ------------------ | --- |
| Jeymmy Paola Vargas Gómez | Clarisa Galván     | Nació en La Guajira y tiene una malicia indígena que «el pibe» no duda en calificar como «mañas de bruja». Y es que la mujer tiene la facultad de anticiparle algunas cosas que van a pasar y siempre sabe cuándo su marido le está diciendo mentiras. Clarisa es alegre y de buen genio, tiene gusto por la vida sencilla, tuvo una infancia llena de privaciones y por eso agradece y valora cualquier cosa que recibe. Además, por encima de lo material, para ella lo más importante es el bienestar de sus hijos y la estabilidad de la familia. Será la novia de adolescencia de Carlos Valderrama, es inteligente, amorosa, emprendedora, dueña de una moral muy definida y siempre está para apoyar a su esposo en todo.                                                 |
| Karent Hinestroza         | Caridad Murillo    | Su belleza deslumbrante y su sensualidad desbordada flecharon a Freddy desde el momento en que la vio en la tribuna del estadio, cuando él jugaba en el Atlético Buenaventura. Caridad es una mujer orgullosa y muy temperamental, que no está acostumbrada a exponer ideas sino a imponerlas. Aunque le gusta el fútbol, lo siente como el gran rival en su relación con Freddy. Es víctima de una madre manipuladora que vive envenenándole el cerebro y provocándole peleas con el futbolista. Es propensa a armar pataletas y cuando quiere, puede hacerle la vida muy feliz a Freddy Rincón. |
| Tatiana Arango            | Magnolia Echeverry | El gran amor de René Higuita. Una mujer humilde y sencilla, nacida y criada en un pueblo de Antioquia. Magnolia exhibe siempre una madurez inusual en una adolescente, educada en el trato, de principios firmes y definidos, es muy centrada y sabe muy bien lo que quiere y para dónde va. Es lo que podría llamarse «una niña de mostrar», con todas las virtudes y con la belleza impactante que suelen adornar a una protagonista de telenovela, porque eso es precisamente su historia al lado del portero de Colombia. |
| Eileen Moreno             | Carolina Méndez    | Es la niña mimada de don Libardo Méndez, un próspero constructor antioqueño. A sus 17 años está para robar miradas y sentirse el centro de atracción. Es hermosa y alegre, pero también rebelde y caprichosa. Siente que nació para grandes cosas y siempre quiere tener lo mejor porque a eso la ha acostumbrado su condición de hija única. Don Libardo tiene grandes planes para ella, piensa enviarla a estudiar en el exterior, pero aparece Faustino Asprilla para dar al traste con todo. La joven se enamora perdidamente del futbolista, lo cual hace que su padre se declare el peor enemigo del habilidoso delantero. |
| Emilia Ceballos           | Yadira Donado      | Esta barranquillera de 22 años está esperando su primer bebé. La ecografía ya le anunció que será hombre, piensa llamarlo Aldair y confía en que se ganará la vida jugando fútbol, como el papá: el Bombardero Iván René Valenciano. Yadira es cálida, cariñosa y, por momentos, obsesiva y asfixiante en el sentimiento que le prodiga a su esposo. También es alegre, hermosa y muy sexy. Pretendientes nunca le faltaron pero ella le entregó su corazón y todos sus encantos al goleador del equipo Tiburón de Barranquilla, hace un año aceptó casarse con él y se siente la mujer más feliz del mundo. Pero como no hay dicha completa, Yadira ve derrumbada su felicidad al enterarse de la existencia de Viviana, la «novia» secreta del goleador del fútbol colombiano. |

- Fanor Esteban Castellanos Alvaran -  Camilo Valenciano
- Kepa Amuchastegui - Nick Jones
- Félix Antequera - Horacio Hasbun
- Xilena Aycardi - Paulina
- Julián Caicedo - Víctor Manuel Osorio «Caremonja»
- Jorge Herrera - Benavides, (Entrenador de Faustino)
- Bárbara Perea - Marcelina Hinestroza, (Madre de Faustino)
- Rubí Quejada -Berta Asprilla
- Nina Caicedo - Nelly Asprilla
- Lina Castrillón - Leticia Estrada (Fisioterapeuta)
- Esmeralda Pinzón - Raquel "Raquelita"
- Carlos Congote - Magistrado Valencia
- Aurora Cossio - Viviana
- Helga Díaz - Gloria
- Daniella Donado - Daniela Castro
- Caterin Escobar - Diana Pulido
- Maia Landaburu - Monique
- Rosalba Goenaga - Maruja
- Carmenza Gómez - Juana Palacio
- Margoth Velásquez -Doña Rufina Valencia
- Ofelia Agudelo - Ana Feliza «Irmita» Zapata (Abuela de René Higuita)
- Bárbaro Marín - Carlos «Jaricho» Valderrama
- Ismael Barrios - Macario Alfonso Cervantes
- Fabio Restrepo - Juan Alberto Higuita
- Nicolás Montero - Luis Carlos Galán Sarmiento
- Luis Fernando Múnera - Libardo Méndez
- Alberto Pujol - Uriel Valenciano
- Camilo Guzmán - Lothar Matthäus
- Diego Landaeta - Leonel Álvarez
- Ramsés Ramos - Francisco Maturana
- Silvio David Plaza - Hernán Darío «El Bolillo» Gómez
- Juan Sebastián Quintero - Andrés Escobar
- Peter Cárdenas - Carlos Mario Hoyos
- Arthur Garbe - Julio César, Jugador del Club Montpellier (Montpellier Hérault SC) y (Palmeiras)
- Felipe Galofre - Javier Fonseca
- Jennifer Steffens - Piedad Pérez
- María Elvira Arango - Cristina López
- Jefferson Quiñones - Miguel Rincón (Manuel Rincón), Hermano de Freddy Eusebio Rincón Valencia
- Luis Felipe Cortés - Julian Pérez
- Luis Fernando Velasco - Walter García, (Empresario) de Freddy Rincón
- Andrés Felipe Martínez - Pedro Monsalve, Presidente: Atlético Verdolagas (Atlético Nacional)
- Gerardo Calero - Gerardo Nieto, Presidente: Deportivo Azucareros (Deportivo Cali)
- Jimmy Vásquez - Doctor Céspedes, Presidente: Motilones Deportivo (Cúcuta Deportivo)
- Armando Gutiérrez - Doctor Moya, Presidente: Expreso Rojo (Independiente Santa Fe)
- Humberto Dorado - León Londoño Tamayo, Presidente: Federación Colombiana de Fútbol
- Fernando Solórzano - Juan Manuel Bello (Juan José Bellini), Presidente: federación
- Juan Carlos Arango - Jorge Luis Pinto
- Gonzalo Vivanco - Julio Avelino Comesaña
- Guillermo Olarte - Gabriel Ochoa Uribe
- Didier van der Hove - Pierre Mosca
- Willington Ortiz - El mismo
- Diego Vásquez - Ignacio «Nacho» Villa
- Andrés Parra - Pablo Escobar
- Hermes Camelo - Leonardo Villegas
- Andrés Felipe Torres - Mateo
- Edgar Perea - El mismo
- John Mario Rivera - Edinson Bonilla «El Milagroso»
- Federico Rivera - Bonilla alias «Merengue»
- Norberto Rivera - Julio
- Santiago Soto - Joaquín, Ejecutivo: federación
- Jenny Vargas - Jimena Ruiz
- Diego León Ospina - Darío Saldaña (Detective)
- Rafael Taibo - Fernán del Bosque
- Salvo Basile - Padre Paulo
- Adriana Campos - Lucero Pombo (Secretaria)
- Ángela Moreno - Renata Vieri
- Constanza Hernández - Nury Pacheco
- Kriss Cifuentes - Emilio
- Marcela Vargas - Aurora (Profesora)
- Sandra Guzmán - Juana (Guía-Traductora)
- Amparo Conde - Marcela de Pulido
- Cosetta Turco - Carla
- Mariana de Córdoba - Lina Galvis
- Mary Herrera - Ángela Zapata
- Juliana Gómez - Pilar Higuita
- Barrabas Gómez - Leonardo Quintero
- James Vargas - José Rafael Rincón Bonilla
- Jennifer Arenas - Victoria Echeverry

## Episodios
| Temporada | Temporada | Episodios | Episodios | Originalmente transmitido | Originalmente transmitido |
| Temporada | Temporada | Episodios | Episodios | Primera emisión           | Última emisión            |
| --------- | --------- | --------- | --------- | ------------------------- | ------------------------- |
|           | 1         | 77        | 77        | 3 de julio de 2013        | 25 de octubre de 2013     |
|           | 2         | 64        | 64        | 28 de abril de 2014       | 3 de agosto de 2014       |

## Premios y nominaciones

### Premios TvyNovelas
| Año  | Categoría                                      | Nominado                         | Resultado |
| ---- | ---------------------------------------------- | -------------------------------- | --------- |
| 2014 | Mejor serie/Serie favorita                     | Mejor serie/Serie favorita       | Nominada  |
| 2014 | Mejor actor protagónico de serie               | Ómar Murillo                     | Nominado  |
| 2014 | Mejor actor de reparto de serie                | Julián Caicedo                   | Nominado  |
| 2014 | Mejor revelación del año de telenovela o serie | Edgar Vittorino                  | Nominado  |
| 2014 | Mejor director de telenovela o serie           | Luis A. Restrepo y Ricardo Coral | Nominados |
| 2014 | Mejor libretista                               | César A. Betancour               | Nominado  |
| 2014 | Mejor tema musical                             | «Colombia Caribe»                | Nominado  |

| Año  | Categoría                       | Nominado     | Resultado |
| ---- | ------------------------------- | ------------ | --------- |
| 2015 | Mejor actor de reparto de serie | Omar Murillo | Nominado  |

### Premios India Catalina
| Año  | Categoría                                               | Receptor                                             | Resultado |
| ---- | ------------------------------------------------------- | ---------------------------------------------------- | --------- |
| 2014 | Mejor serie o miniserie                                 | Mejor serie o miniserie                              | Ganadora  |
| 2014 | Mejor director de serie o miniserie                     | Luis A. Restrepo y Ricardo Coral                     | Ganadores |
| 2014 | Mejor historia y libreto original de serie o miniserie  | César Betancour, Perla Ramírez y Juan Andrés Granado | Ganadores |
| 2014 | Mejor actor protagónico de serie o miniserie            | John Alex Castillo                                   | Nominado  |
| 2014 | Mejor actor protagónico de serie o miniserie            | Ómar Murillo                                         | Ganador   |
| 2014 | Mejor actor antagónico de telenovela, serie o miniserie | Julián Caicedo                                       | Nominado  |
| 2014 | Mejor actriz de reparto de telenovela o serie           | Karent Hinestroza                                    | Nominada  |
| 2014 | Mejor actriz o actor revelación del año                 | Karent Hinestroza                                    | Ganadora  |
| 2014 | Mejor actriz o actor revelación del año                 | Antonio Jiménez                                      | Nominado  |
| 2014 | Mejor fotografía de serie o miniserie                   | Ricardo Torres, Rafael Puentes y Freddy Castro       | Nominados |
| 2014 | Mejor arte de serie o miniserie                         | Diego Guarnizo y Germán Lizarralde                   | Ganadores |
| 2014 | Mejor edición de serie o miniserie                      | Jairo Franco                                         | Nominado  |

### Premios Talento Caracol
| Año  | Categoría                | Nominado                 | Resultado |
| ---- | ------------------------ | ------------------------ | --------- |
| 2014 | Mejor Telenovela o Serie | Mejor Telenovela o Serie | Nominada  |
| 2014 | Mejor Actor Protagónico  | Édgar Vittorino          | Nominado  |
| 2014 | Mejor Actor de Reparto   | Julián Caicedo           | Nominado  |

### Otros premios obtenidos
- Premio Momentos a Mejor Actor Revelación: Edgar Vittorino.
- Premio Shock a Mejor banda sonora de Cine o TV.